# Zanthoxylum brachyacanthum
Espèce
Classification phylogénétique
Zanthoxylum brachyacanthum est une espèce de plantes à fleurs de la famille des Rutaceae. C'est un arbre originaire d'Australie : il se trouve de la Nouvelle-Galles du Sud au Queensland. Sa principale caractéristique est la présence d’épines sur l’écorce des troncs d’arbre jeunes.
Il est appelé en anglais Thorny Yellowwood ou Satinwood.

## Référence bibliographique
(en) Floyd, A.G., Rainforest Trees of Mainland South-Eastern Australia, Inkata Press, 1989  (ISBN 0-909605-57-2).